# Арзу ЗПГ
Арзу ЗПГ — комплекс заводів із виробництва зрідженого природного газу, розміщений на узбережжі Алжиру в 400 км на захід від столиці країни.
Перший серед них — завод Camel (GL4Z) — також став першим у світі. Введений в експлуатацію у 1964 році, він складався з трьох виробничих ліній потужністю по 0,3 млн.т ЗПГ на рік. Наявність же достатнього ресурсу (родовище Хассі Р'Мель, що входить до п'ятірки найбільших у світі) сприяло подальшому розвитку комплексу. В кінці 1970-х років тут спорудили завод GL1Z, який складався з шести технологічних ліній загальною потужністю 7,95 млн.т ЗПГ на рік. А у 1981 році поряд з ним звели третій комплекс — GL2Z, показники якого були майже ідентичні — шість ліній потужністю 8,4 млн.т на рік. Таким чином, загальна потужність трьох виробничих площадок комплексу досягла 17,25 млн т ЗПГ, або 24,1 млрд.м3 газу на рік.
Для зберігання продукції у складі заводу Camel спорудили резервуар ємністю 40000 м3, особливістю якого було розміщення у створенній у ґрунті виїмці. При цьому резервуар мав глибину 36 та діаметр 37 метрів. Подібний тип споруд в подальшому не набув розповсюдження, що ж стосується сховища заводу Camel, то його демобілізували в 2004 році.
Два наступних заводи були обладнані традиційними наземними сховищами. Обидва мали по три резервуари, ємність кожного з яких становила 100000 м3. А от здатністю обслуговувати газовози змінилась — якщо GL1Z міг приймати судна вантажоємністю від 40000 до 70000 м3, то на момент побудови GL2Z верхня межа зросла до 150000 м3.
На початку 2000-х років назріла необхідність модернізації комплексу Арзу, обладнання якого мало солідний вік та морально застаріло, через що не забезпечувало достатньої рентабельності операцій по зрідженню газу. В період з 2008 по 2015 рік італійська компанія Saipem спорудила завод GL3Z у складі технологічної лінії потужністю 4,7 млн.м ЗПГ на рік (6,6 млрд.м3). Разом з нею були створені два резервуари для зберігання продукції ємністю по 160000 м3. Сировинною базою нового заводу стали родовища Гассі Туїл та Rhorde Enouss.
Ще на етапі будівництва GL3Z, у 2010 році, з експлуатації вивели самий старий завод GL4Z (Camel). Таким чином, станом на середину 2010-х років загальна потужність комплексу Арзу ЗПГ становила 21 млн.т ЗПГ (29,5 млрд.м3).